# Biserica romano-catolică din Rusca Montană
Biserica romano-catolică este un monument istoric aflat pe teritoriul satului Rusca Montană, comuna Rusca Montană, județul Caraș-Severin. Figurează pe lista monumentelor istorice cod LMI CS-II-m-B-11191.

## Localitatea
Rusca Montană este satul de reședință al comunei cu același nume din județul Caraș-Severin, Banat, România. Prima mențiune documentară este din anul 1803.

## Biserica
Biserica a fost ridicată în anul 1807, după ce în zonă au fost aduși coloniști care au început exploatarea pădurii sau a minelor de fier, argint, plumb, zinc și a marmurei. În anul 1816 erau cuprinși în statistici 216 catolici, apoi în anul 1847, 1.410 catolici, iar în anul 1900, doar 1.087. La ultimul recensământ, cel din octombrie 2011, au fost recenzați un număr de doar 84 de romano-catolici în comuna Rusca Montană (împreună cu satul Rușchița). Este singura biserică din dieceză care a fost sfințită în onoarea sfântului Bernard de Clairvaux (sărbătorit pe 20 august).

## Imagini

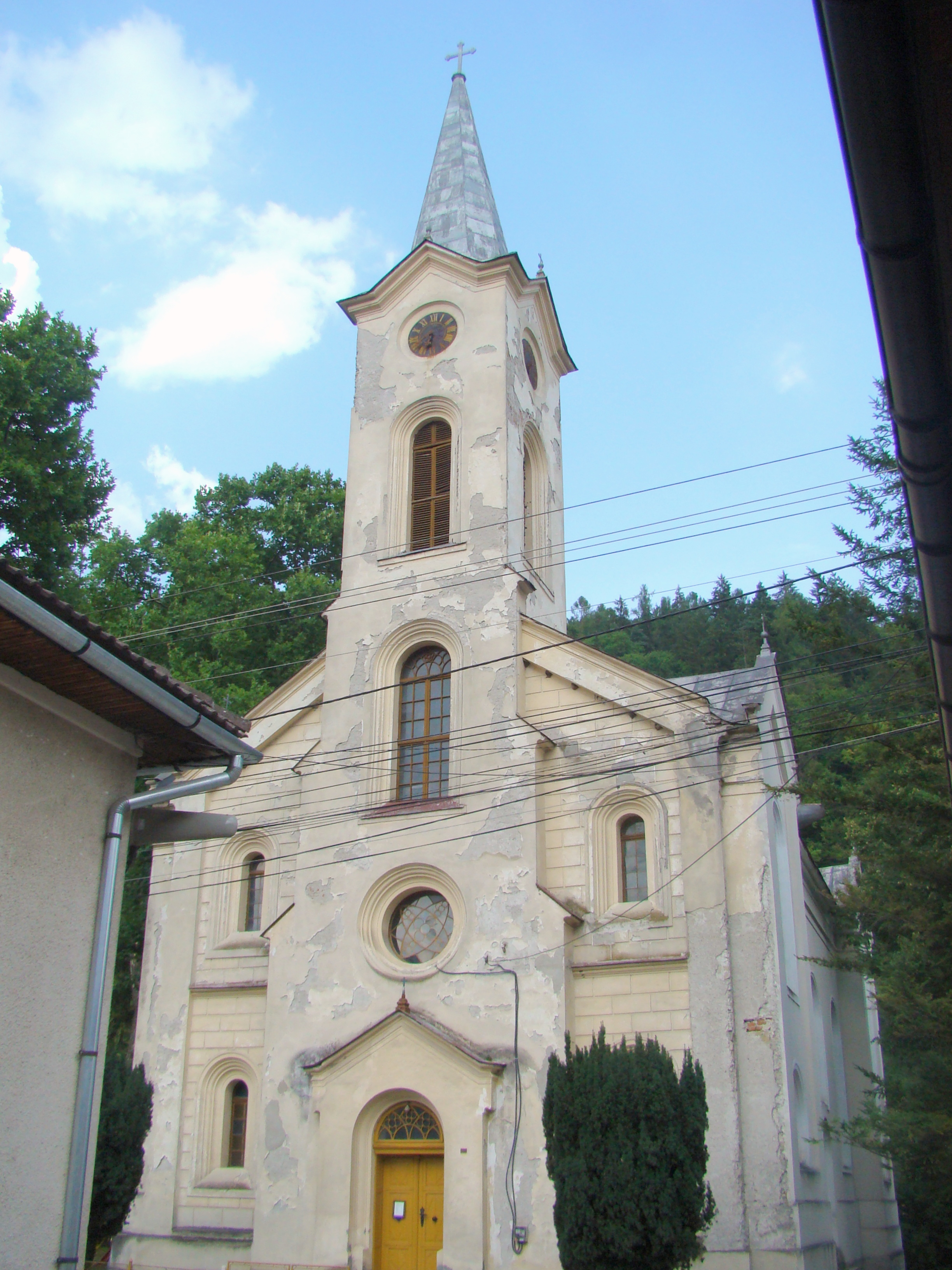
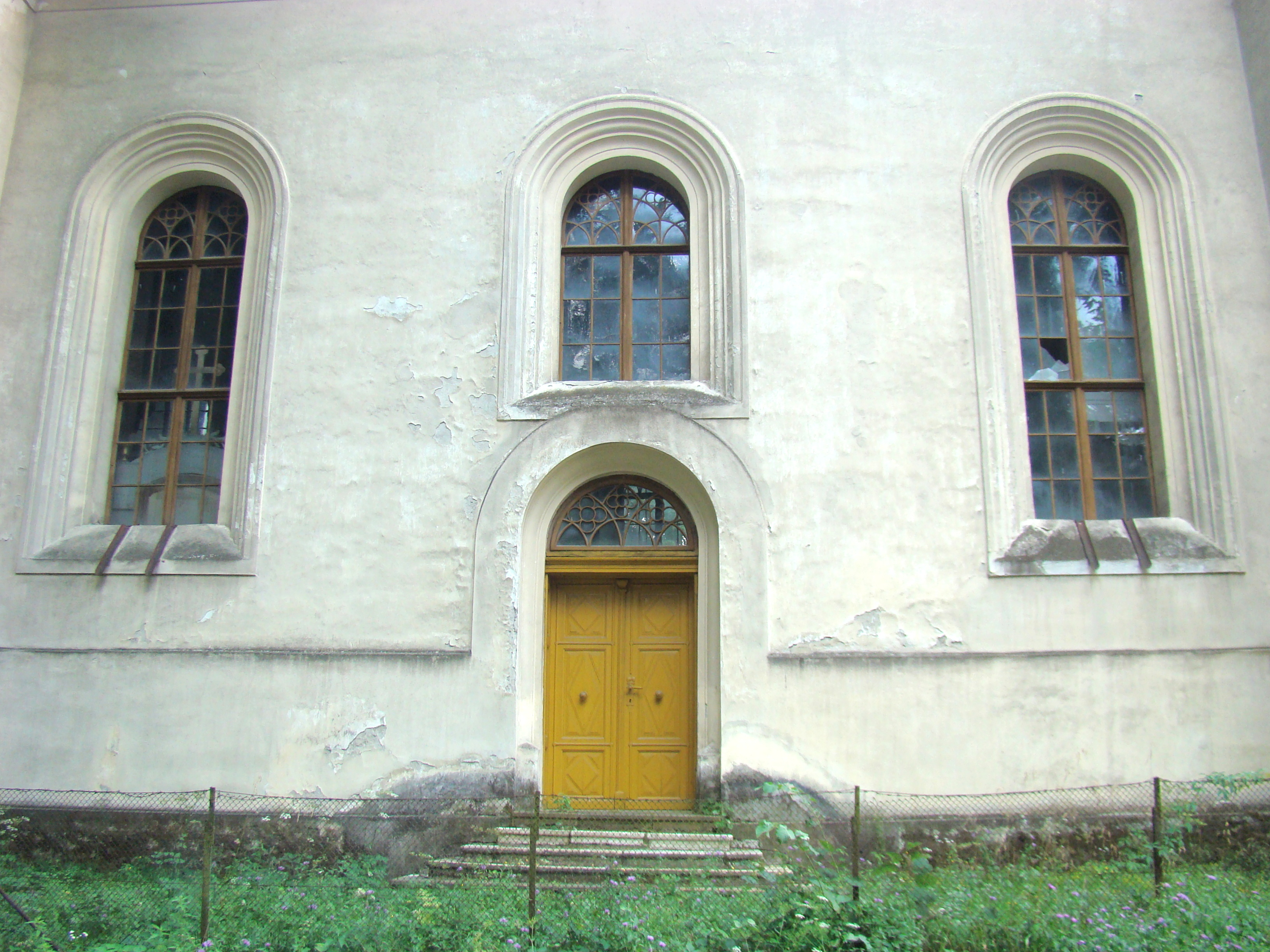
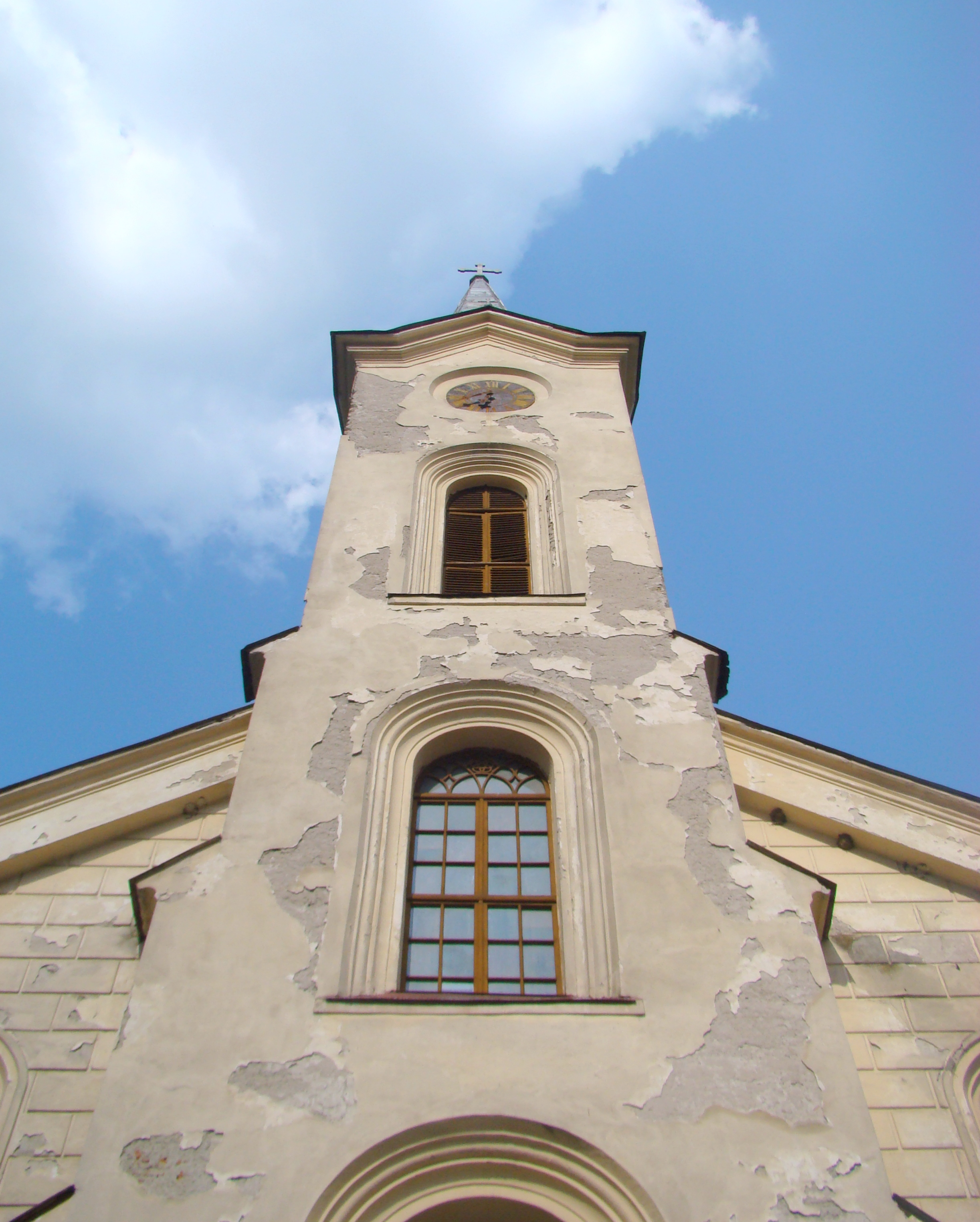
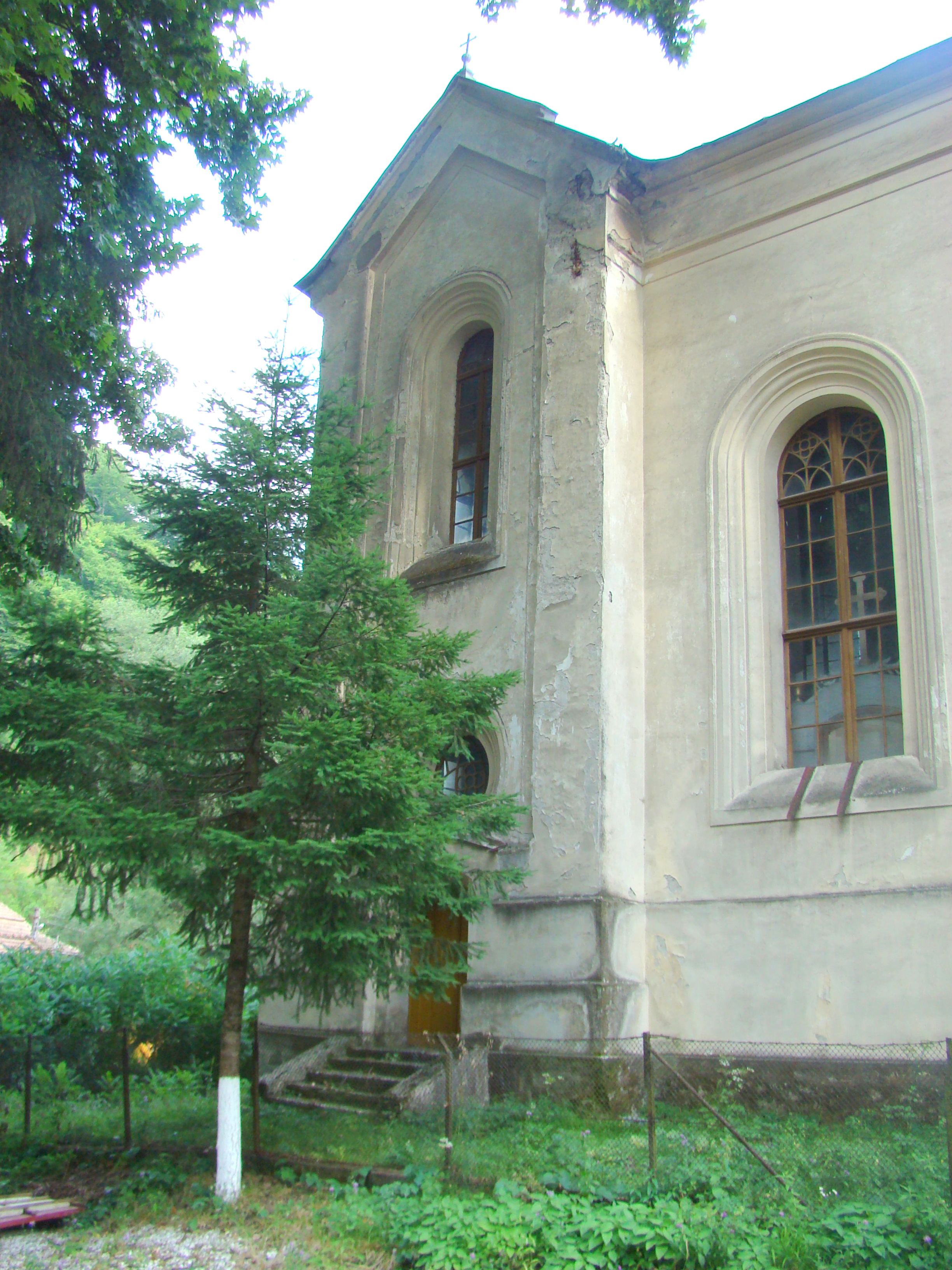
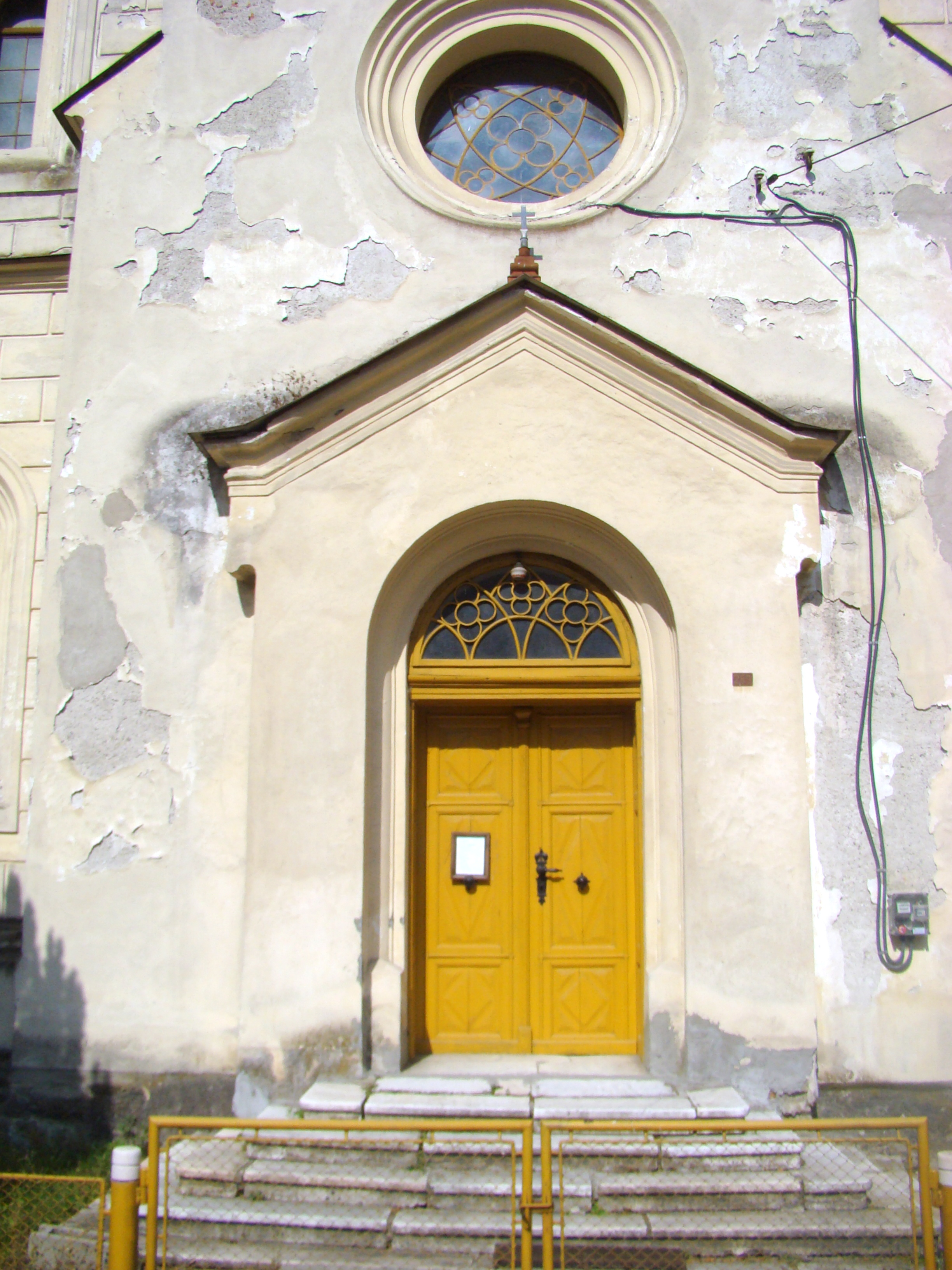
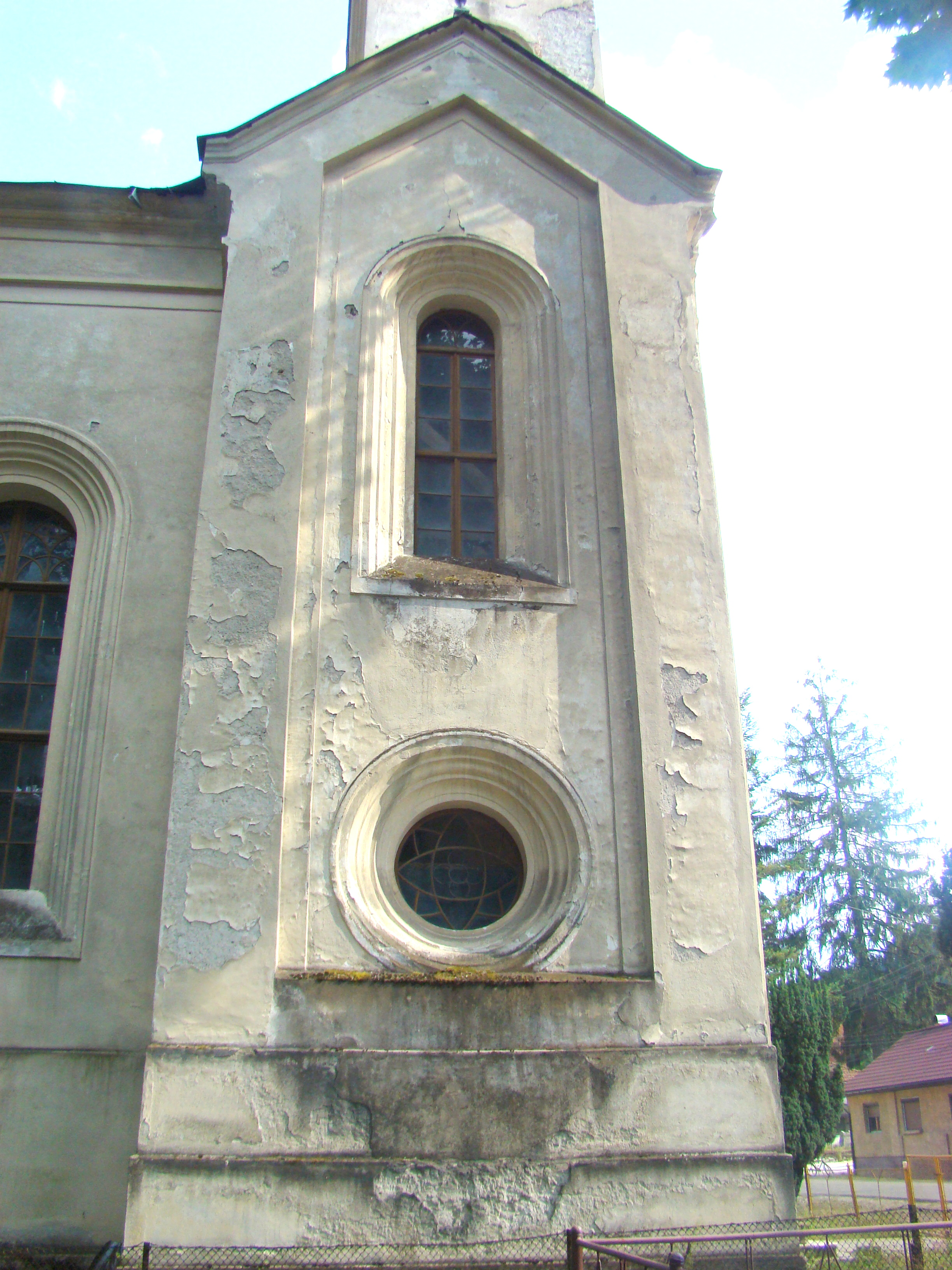
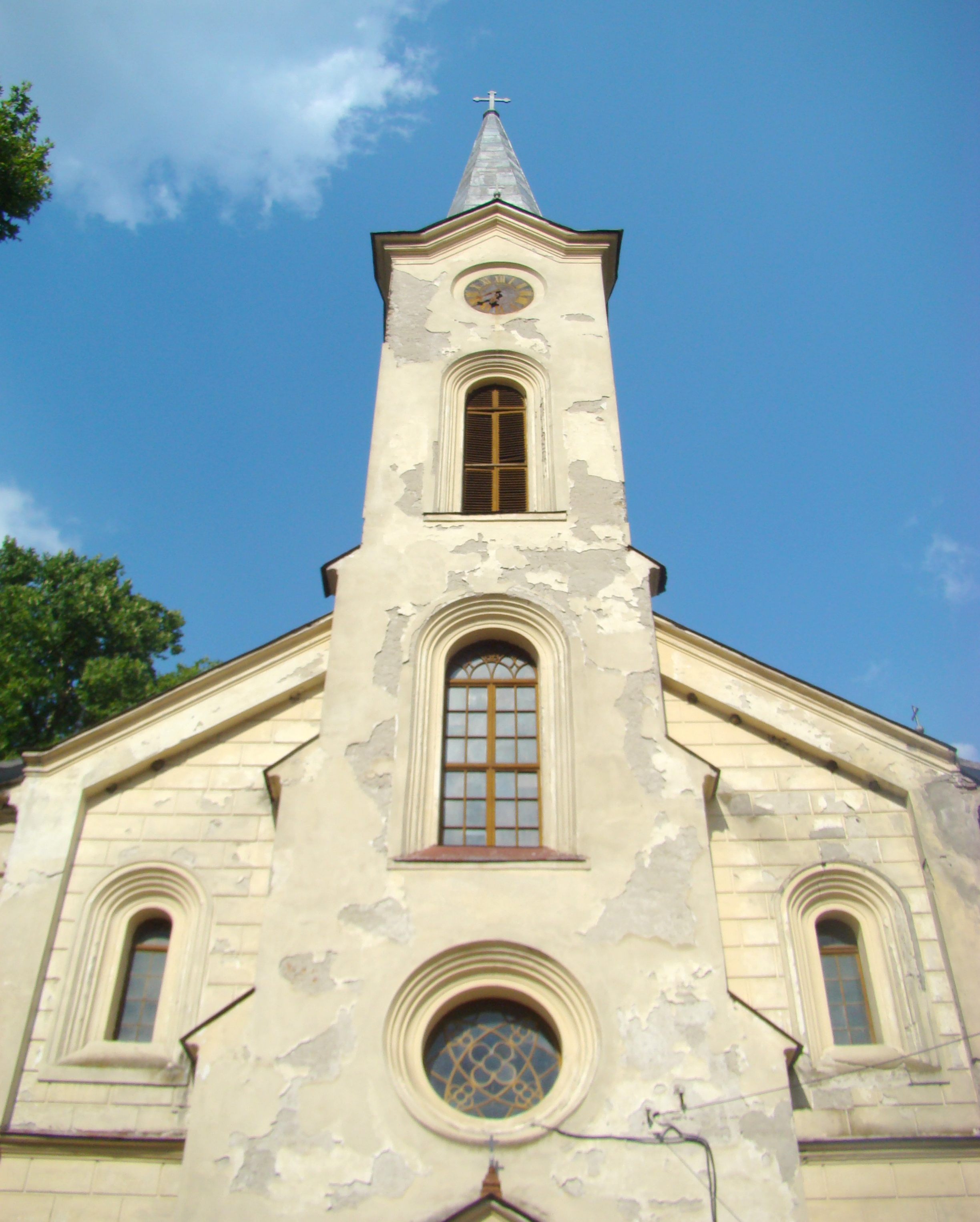
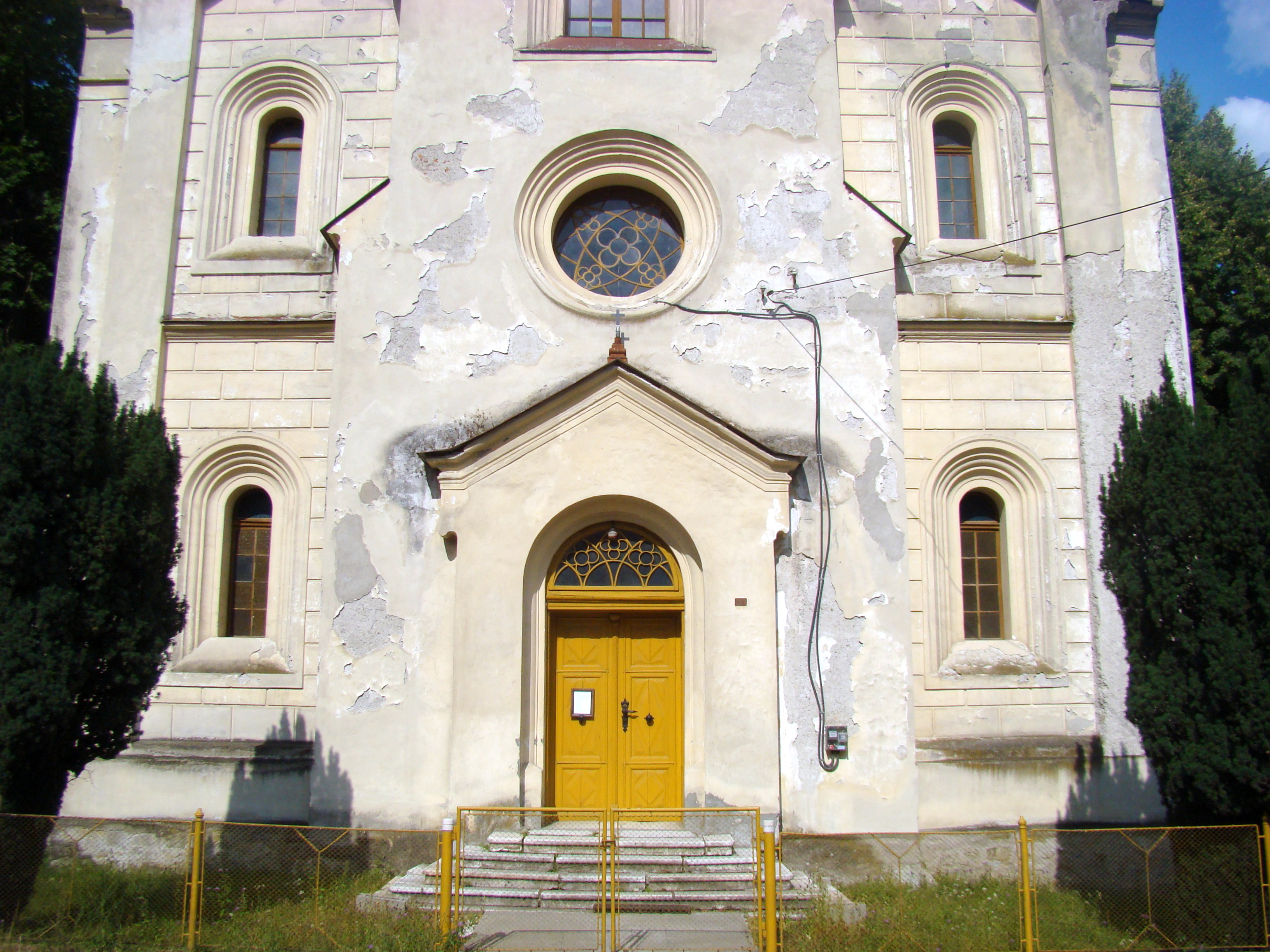
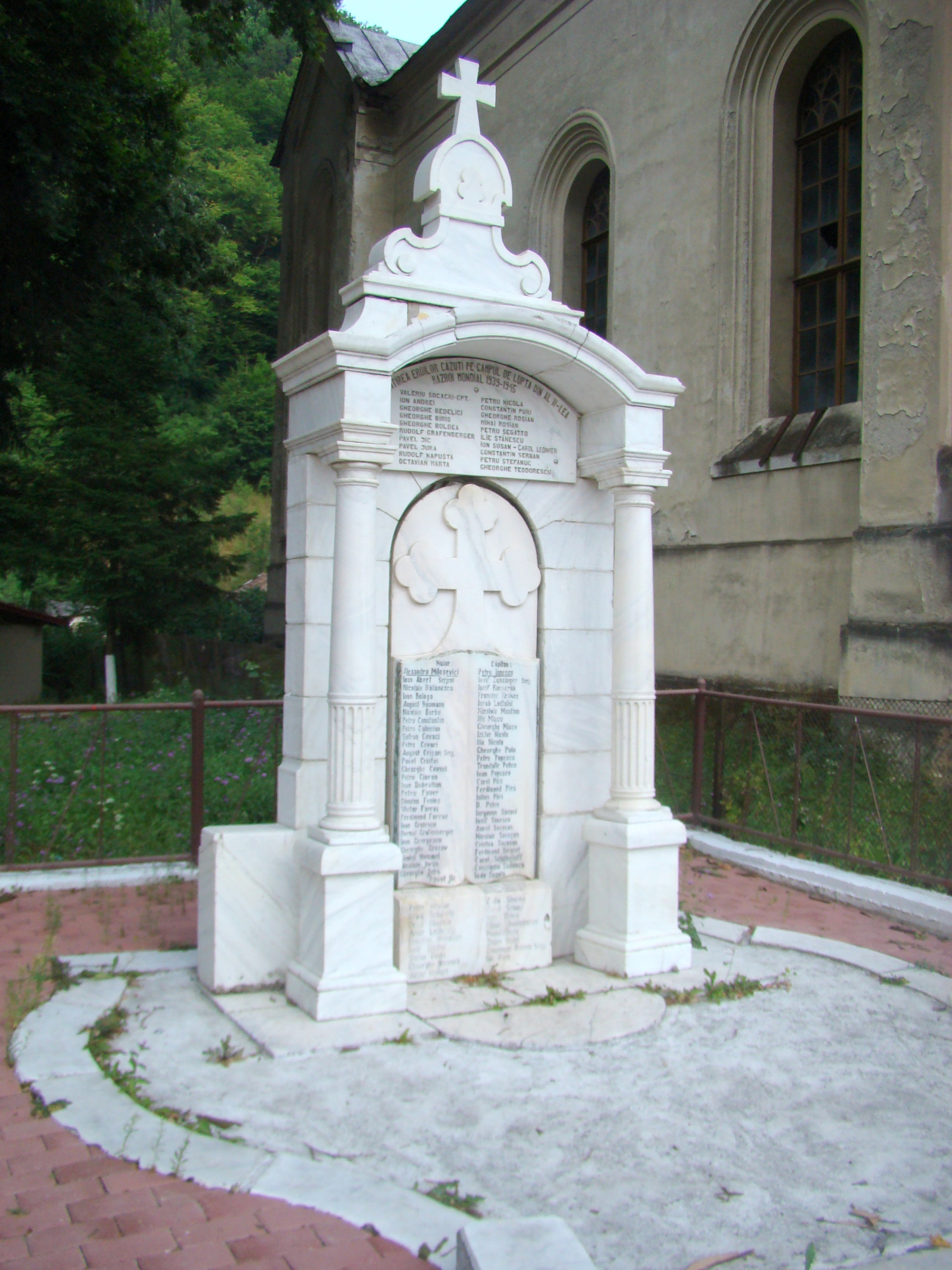
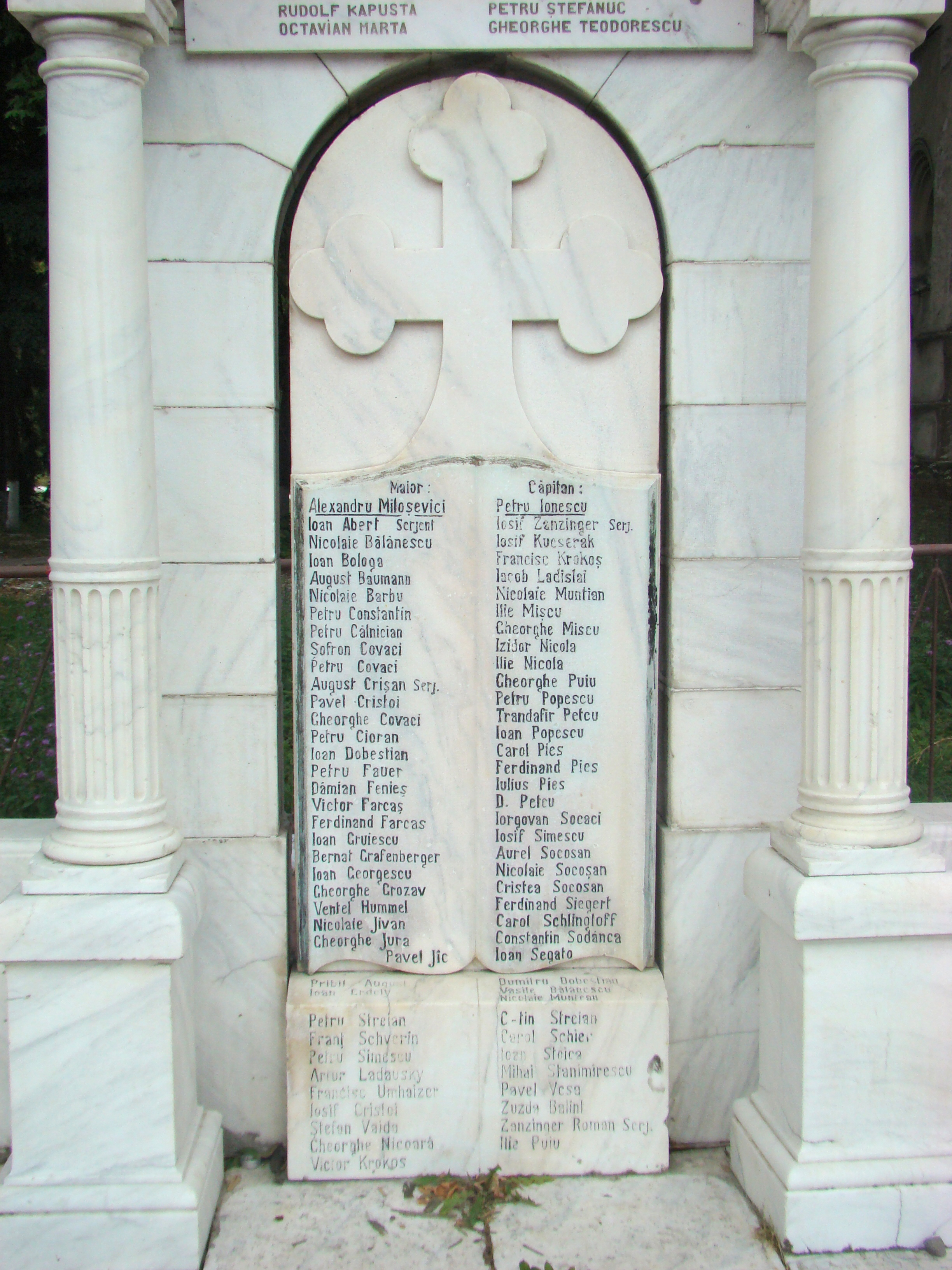

## Vezi și
- Rusca Montană, Caraș-Severin